# Jan Hladík
Jan Hladík (21. května 1927 Praha – 3. června 2018 Praha) byl český grafik, textilní výtvarník, malíř a ilustrátor.

## Život
V letech 1942–1944 studoval na Státní grafické škole v Praze u prof. Jaroslava Vodrážky a prof. Karla Müllera, jeho spolužáky byli Václav Sivko, Vladimír Fuka, Mikuláš Medek. V roce 1945 byl přijat na Vysokou školu uměleckoprůmyslovou, kde si jej pak do svého ateliéru užité malby a textilního výtvarnictví vybral prof. A. Fišárek. Se studenty jeho ateliéru podnikl r. 1947 měsíční poznávací zájezd za současným francouzským a světovým uměním do Paříže a Bretaně. Studia ukončil roku 1950 diplomovou prací - kolekcí dekoračních látek zhotovených technikou filmtisku.
Po komunistickém převratu 1948 byla rodina pronásledována. Jan Hladík byl povolán na vojnu do pracovního lágru PTP, rodinný majetek byl konfiskován, otec Jana Hladíka později zatčen a vězněn. Po úrazu elektrickým proudem během vojenské služby a návratu do civilu i přes podporu prof. Fišárka těžko hledal zakázky v oboru textilní tvorby. Privátně tvořil grafiky, kresby a keramiku, občas ilustroval knihy.
Roku 1955 se oženil s Jenny Hršelovou a vrátil se k textilní tvorbě. Pro výstavu nově ustavené Skupiny 7 (1958) utkal první tapiserie s abstraktními motivy podle vlastních grafických předloh. Souběžně s tvorbou autorských tapiserií, které se od roku 1959 staly jeho stěžejním výtvarným projevem, tvoří grafické listy (dřevořezy, linoryty, lepty a zejména kombinované techniky využívající asambláže), kresby temperou a olejomalby.
V roce 1960 byl přijat do Svazu československých výtvarných umělců (SČVU) a vystavoval textilní díla na trienále v Miláně. Roku 1963 měl první samostatnou výstavu v Praze a roku 1965 byl poprvé pozván na mezinárodní bienále tapiserie v Lausanne, kam pak byl vybrán ještě v letech 1967, 1969, 1977 a 1979. Stal se jedním ze zakladatelů Assotiation Pierre Pauli (1979).
Přátelství s Josefem Topolem a herci Divadla za branou jej počátkem 70. let inspirovalo k tvorbě tapiserií s divadelními scénami (Tomášová, Tříska).
Grafickou tvorbu poprvé vystavil roku 1970 (členem SČUG Hollar od r. 1967), těsně před likvidačním zásahem režimu do činnosti spolku a uzavřením výstavní síně. Jeho druhá samostatná výstava grafiky se uskutečnila po pádu komunistického režimu roku 1989 až v roce 2002.

## Dílo

### Grafika, kresba, malba
První kresby a grafické listy vytvořené koncem války na střední škole byly studiemi kubistických principů malby a konstrukce obrazu, ovlivněné zejména B. Kubištou. Monografii Bohumila Kubišty přinesl v roce 1944 Janu Hladíkovi jeho spolužák Mikuláš Medek.
Cesta do Paříže r. 1947 a přímá zkušenost s výtvarnými díly surrealistů, Picassa, Braqua a dalších malířů vedla k postupnému uvolnění výtvarného projevu a koncem 50. let vznikají vedle figurálních kreseb a malby i první abstraktní grafické listy.

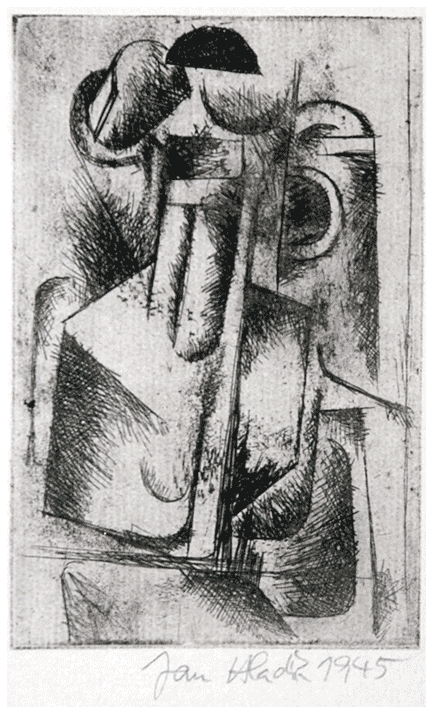
Kubistická kompozice, lept, 1945
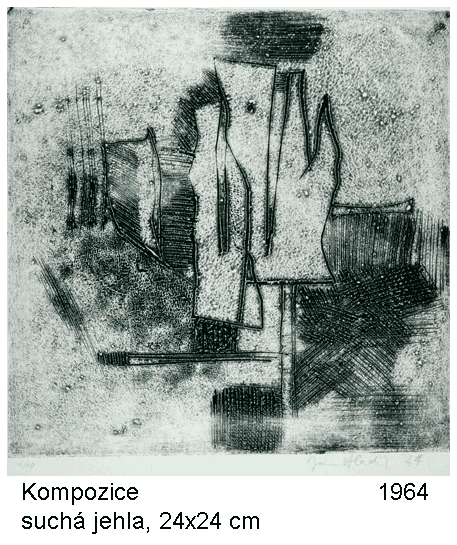
Kompozice, suchá jehla 24 x 24 cm, 1964
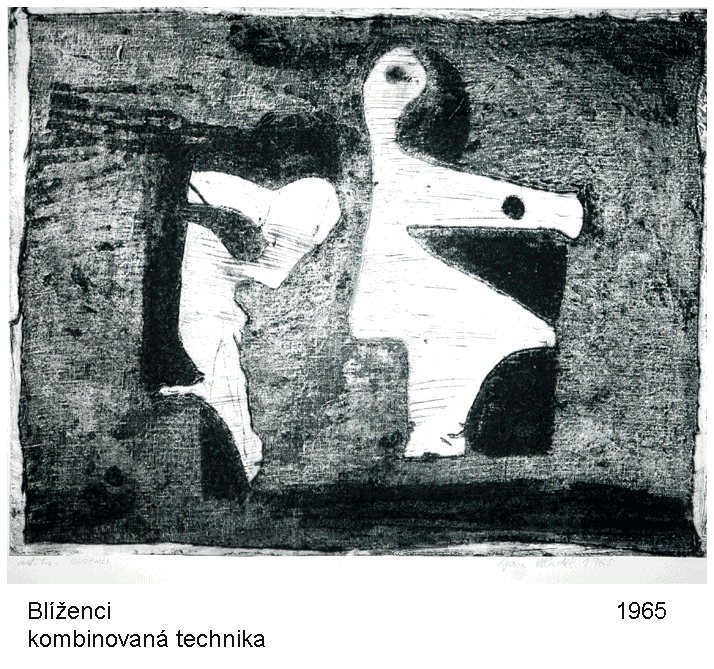
Blíženci, kombinovaná technika, 1965
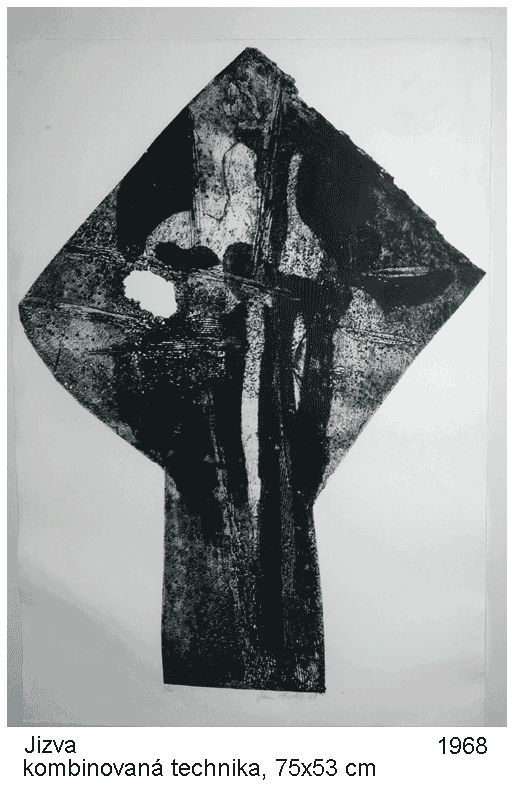
Jizva, kombinovaná technika 75 x 53 cm, 1968
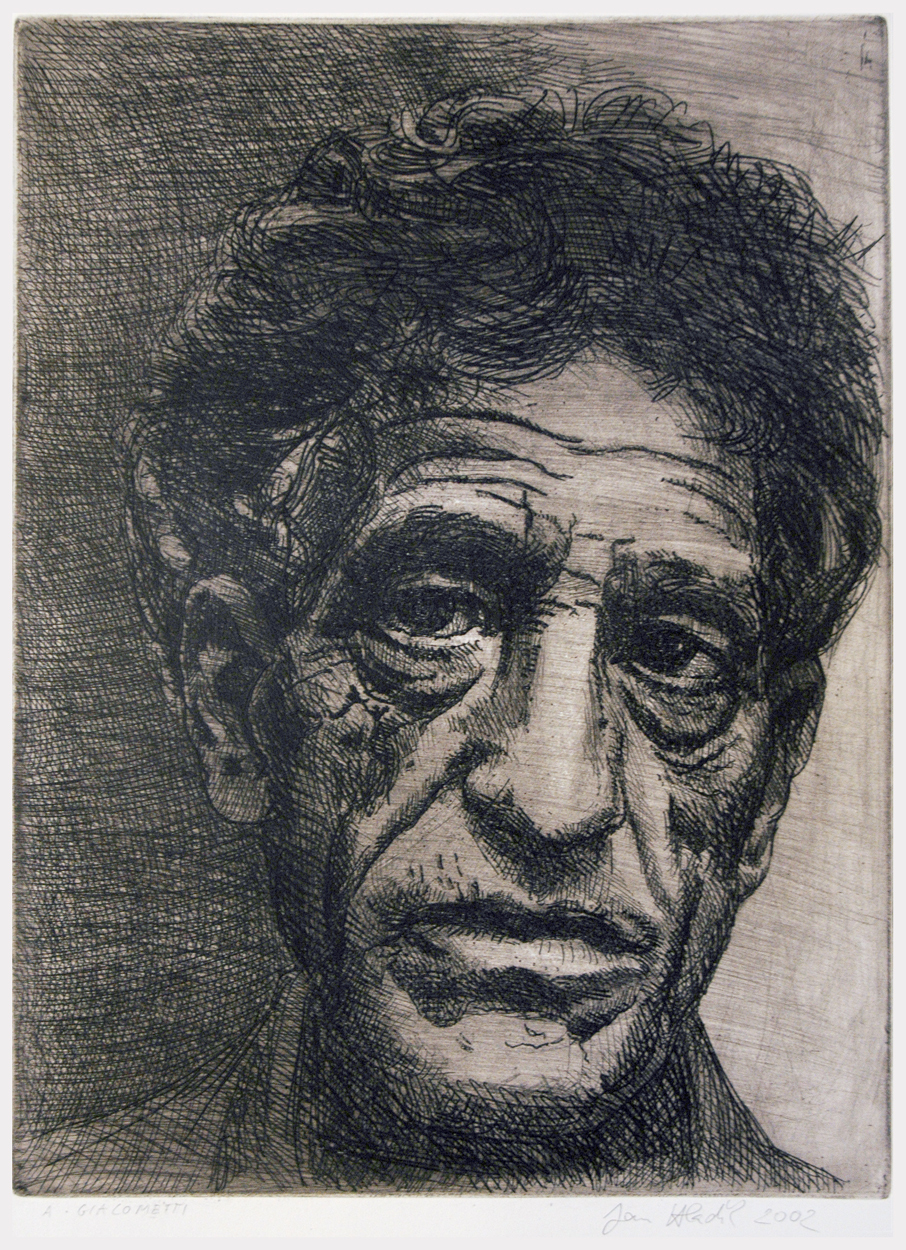
Alberto Giacometti (lept)

Od poloviny 60. let lze Hladíkovy práce zařadit do proudu nové figurace s přesahy směrem k materiálové abstrakci. Tehdy vznikla ucelená série rozměrných monotypů kombinujících malbu olejem s útržky textilu a jiných materiálů, často na nekonvenčních kovových matricích (zrezivělé kusy plechu, kruhové terče značek)

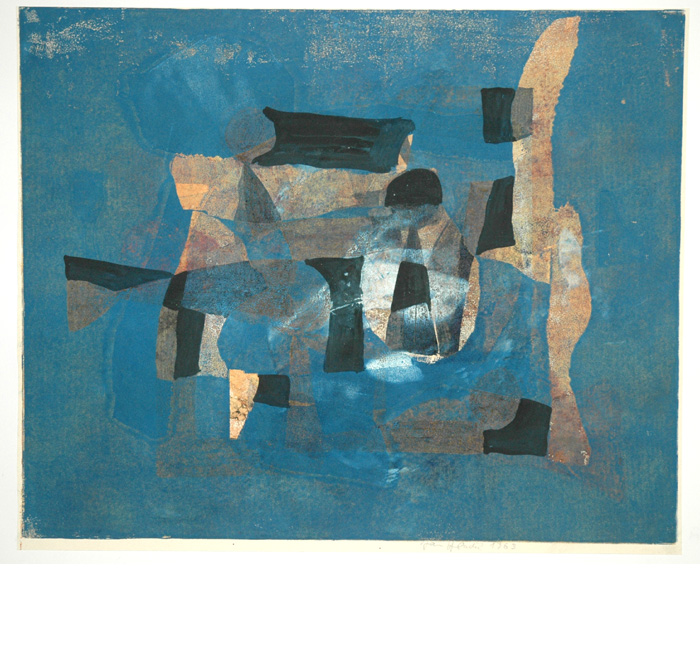
Monotyp, 1963
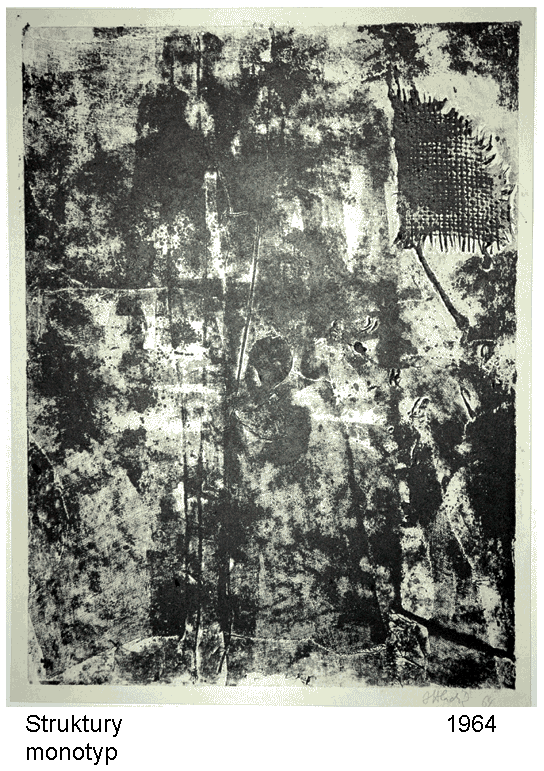
Struktury, monotyp, 1964
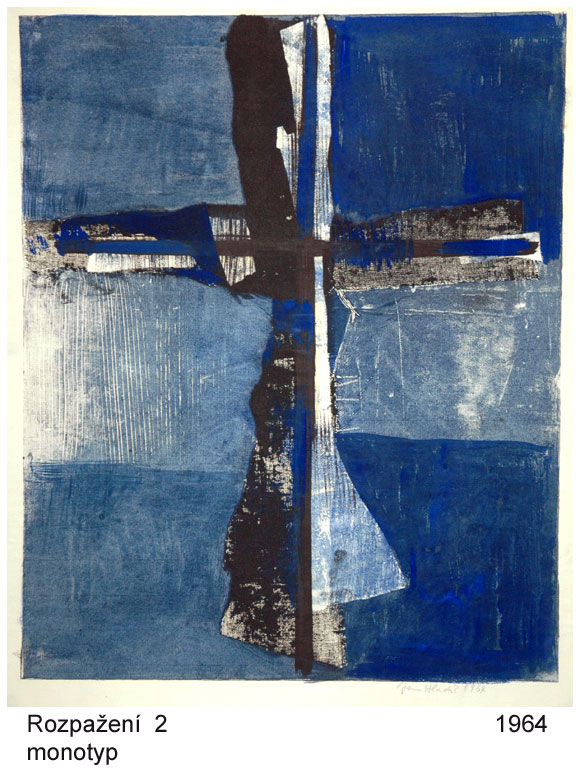
Rozpažení 2, monotyp, 1964
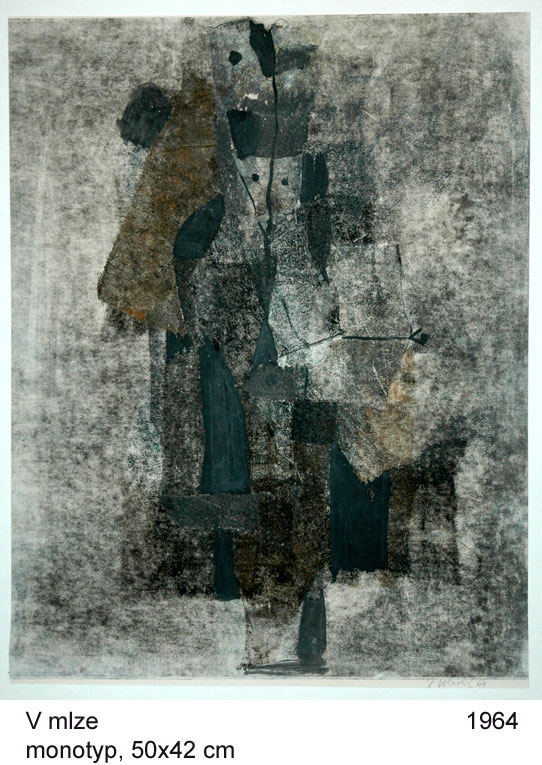
V mlze, monotyp 50 x 42 cm, 1964
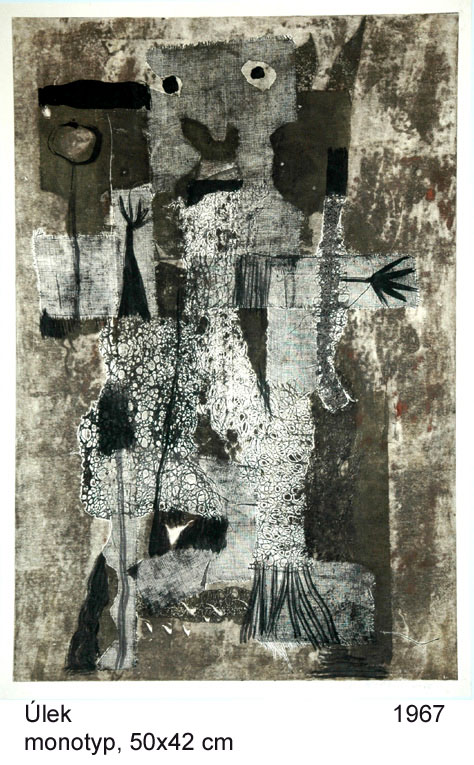
Úlek, monotyp 50 x 42 cm, 1967

Motivy grafik i temperových kreseb sahají od existenciálních situací (Stopy, Propast, Rozpad) a podivných figur (Požírači, Velký a malý, Groteska) až k abstraktním motivům (V kruhu, V ploše, Jizva, Kompozice).

V 70. letech Jan Hladík tvorbu grafiky přerušuje a vrací se k ní opět až po roce 1989, převážně technikou suché jehly. V té době vzniká také řada olejomaleb na grafických matricích.

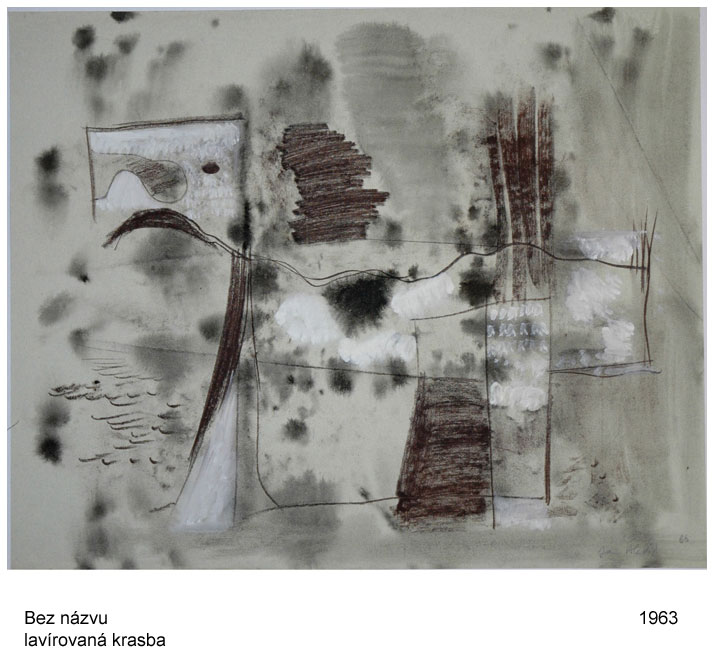
Bez názvu, lavírovaná kresba, 1963
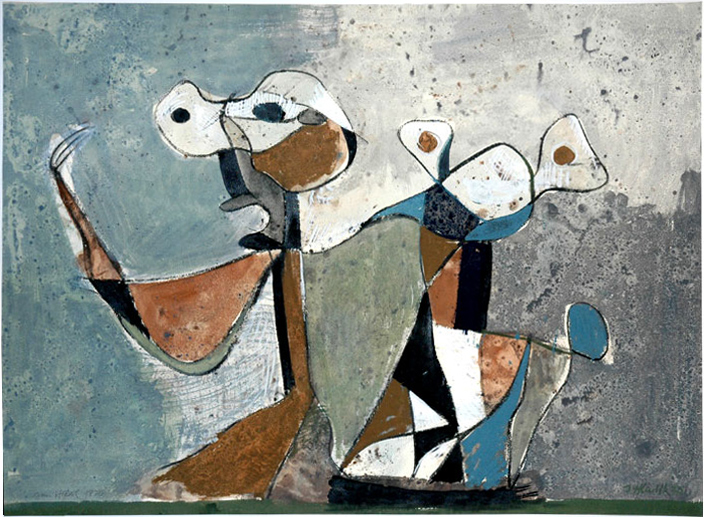
Dramatická situace (1966), tempera na papíře
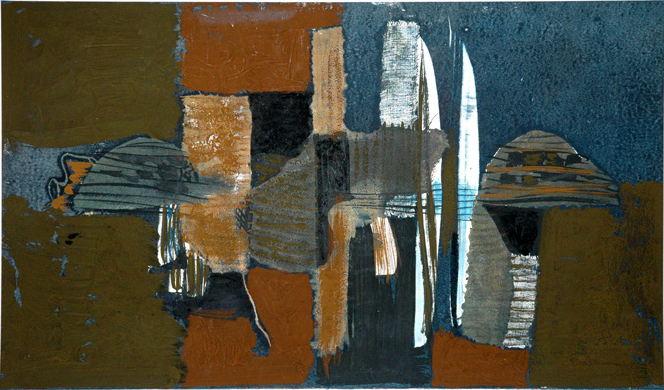
Kompozice (1972), tempera na papíře
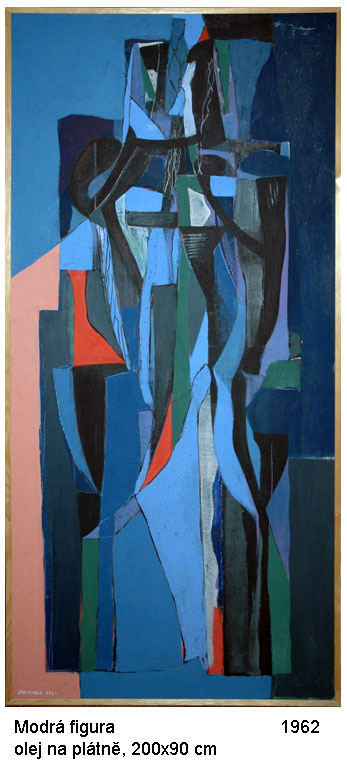
Modrá figura, olej na plátně 200 x 90 cm, 1962
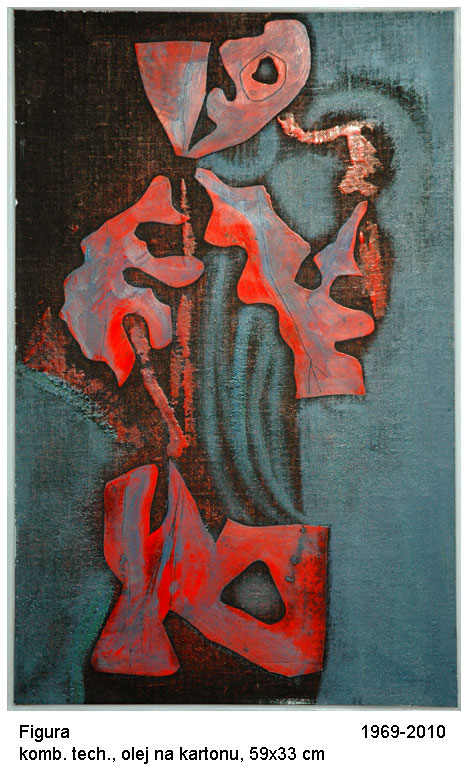
Figura, K.T., olej na kartonu, 59 x 33 cm, 1969-2010

### Textilní tvorba a tapiserie
Svůj původní obor textilního výtvarnictví uplatnil Jan Hladík v absolventských serigrafiích na textilu, návrzích dekoračních látek a šátků s motivy silně stylizovaných figur a zejména
na rozměrné abstraktní kompozici (15 x 3,5 m) pro Expo Montreal roku 1967.
První autorské tapiserie, tkané od roku 1959 podle návrhů vytvořených nejprve jako grafické listy a kresby (Blíženci, monotyp 1965, tapiserie 1967) se námětově pohybují od figur s postkubistickým tvaroslovím (Štítonoš, 1968, Tokyo) k abstraktním motivům ve formě znaku (Stéla-Jizva, 1970). V polovině 70. let nastává v tvorbě tapiserií radikální obrat k figurální tvorbě dílem (Jidášův) Polibek ze Saint-Gilles (1974) podle románského reliéfu. Klasická gobelínová technika, uchopená autorsky a subjektivně, umožňuje Hladíkovi při tkaní aktivně prožít každý detail a vyjádřit psychický výraz.
Následuje série expresivních scén s herci Divadla za branou, tkaná podle fotografií Josefa Koudelky (Marie, Setkání-nesetkání). Hladíkova tapiserie interpretující fotografii představovala významný nový fenomén a byla oceněna na Mezinárodním bienále tapiserie v Lausanne roku 1977 a na následujícím bienále roku 1979 (Někteří z nás). Hladíkovým motivem není pouhá figura, ale "výrazné lidské city, jejich setkávání a míjení"
Jana Hladíka inspirují také detaily postav klasických děl (Jan Vermeer, Botticelli), které cituje, ale zachází s nimi svobodně, zachycení pohybu (Tanečník, scéna Slepci dle Brueghela) nebo psychologické studie tváří (Franz Kafka, Samuel Beckett, Křik).
Vrcholnou prací z roku 1977 je obtížné převedení perspektivy obrazu ležícího Krista dle Andrea Mantegny.

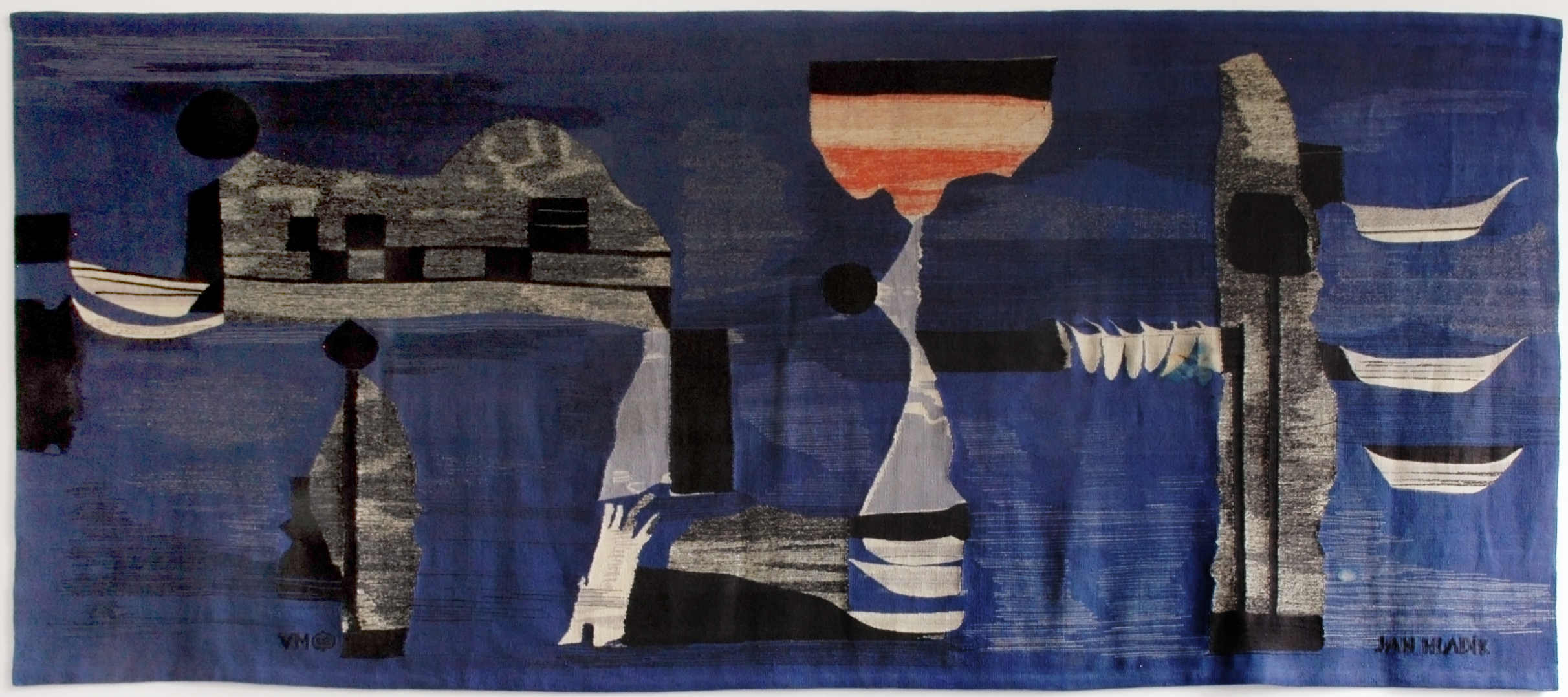
Autorská tapiserie Modrá zahrada, 190 x 430 cm, 1965 (s Jenny Hladíkovou)
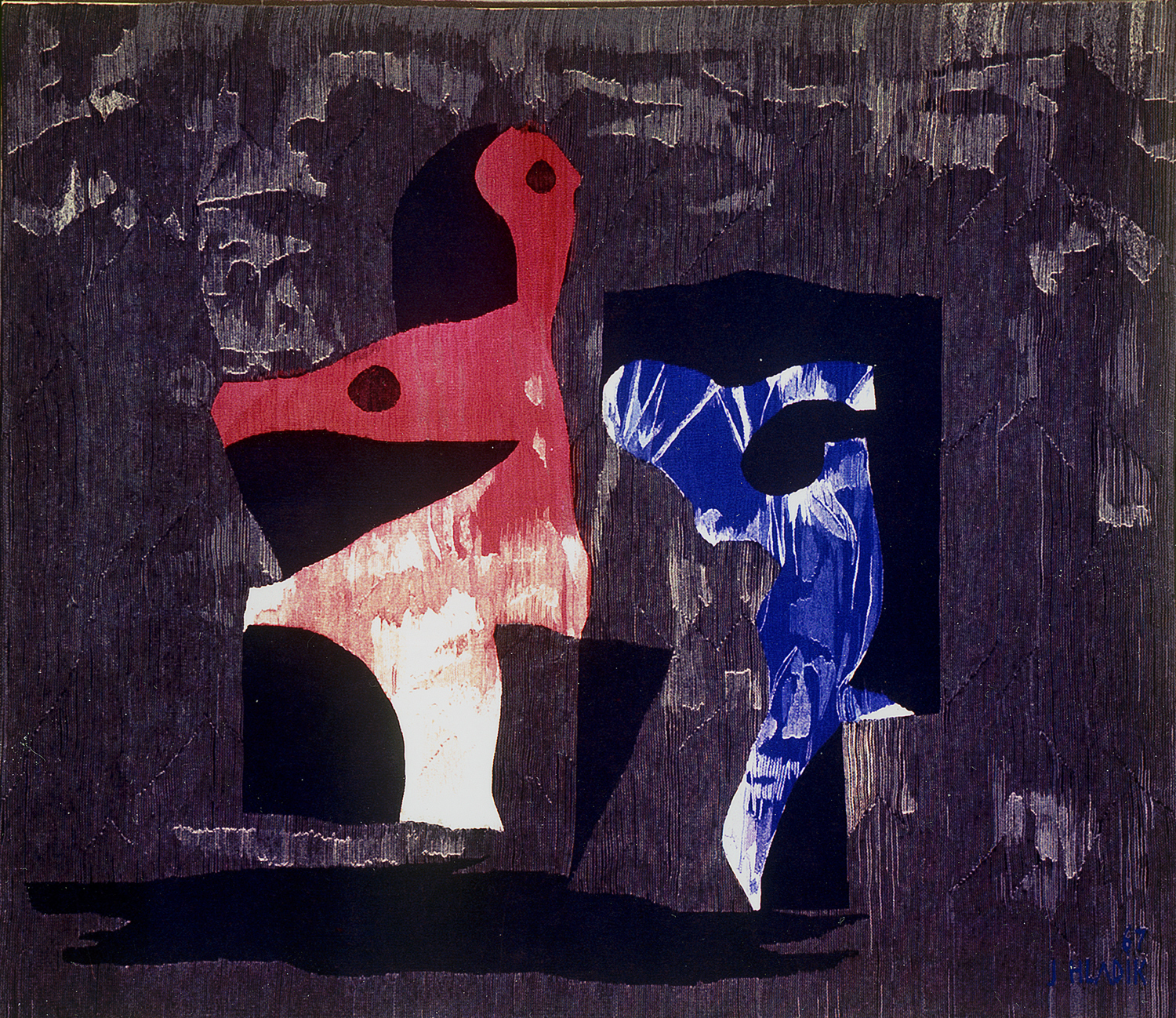
Autorská tapiserie Blíženci (1967), 260 x 300 cm
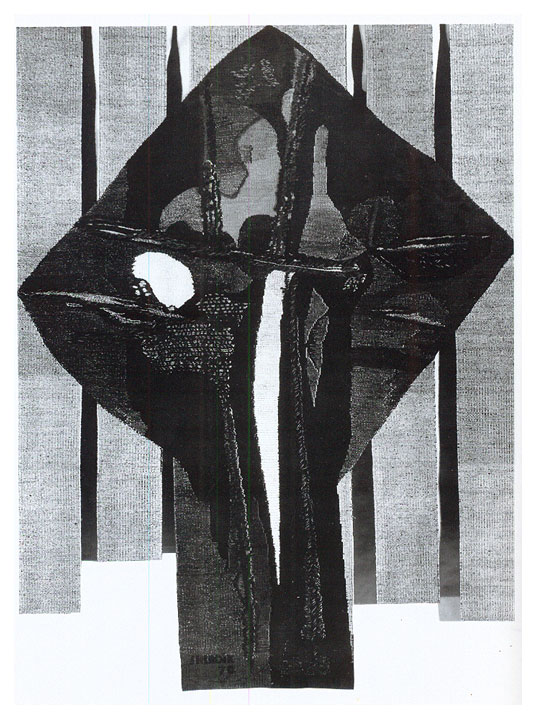
Autorská tapiserie Stéla - Jizva, 300 x 220 cm, 1970
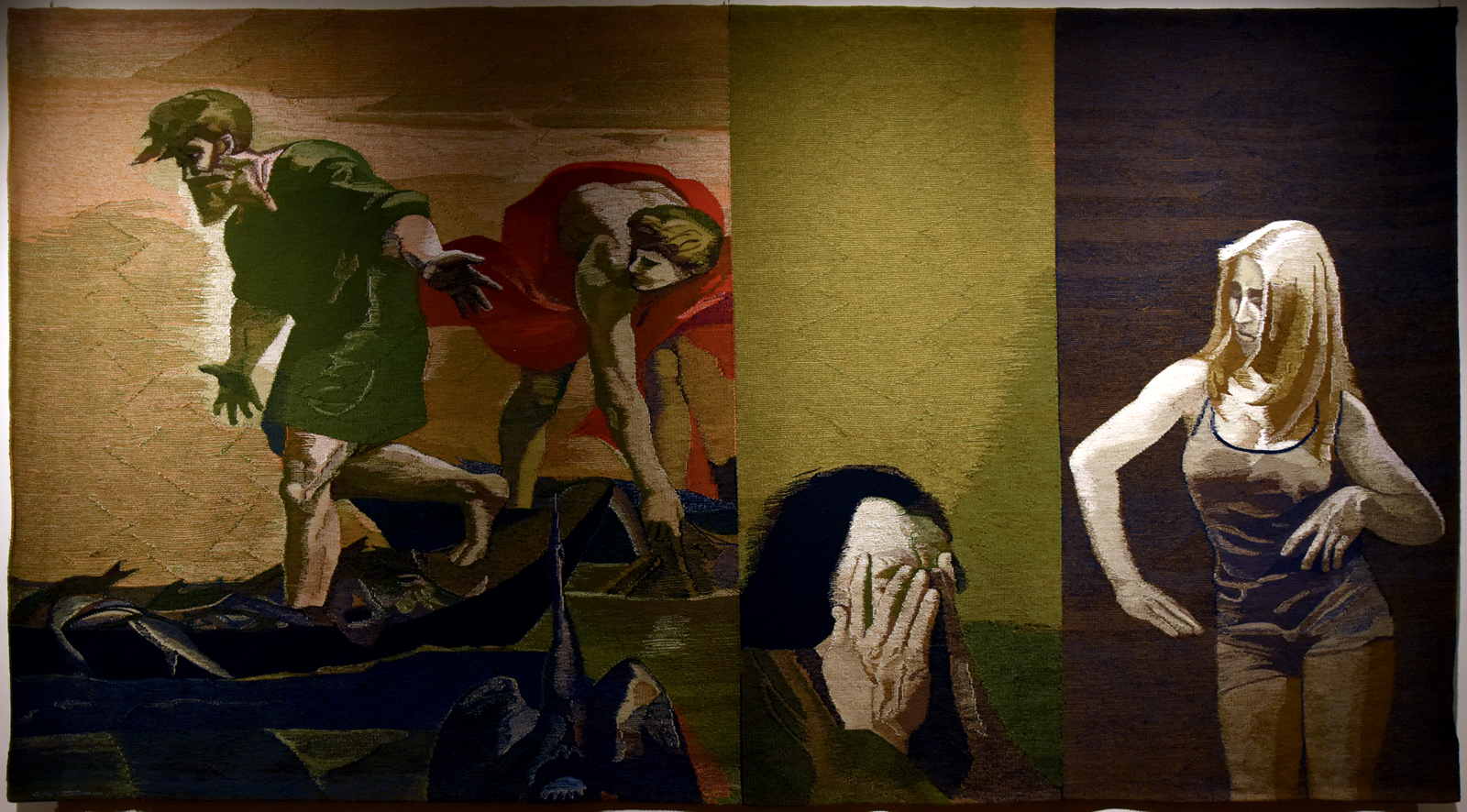
Autorská tapiserie Někteří z nás, 290 x 540 cm, 1977-1978
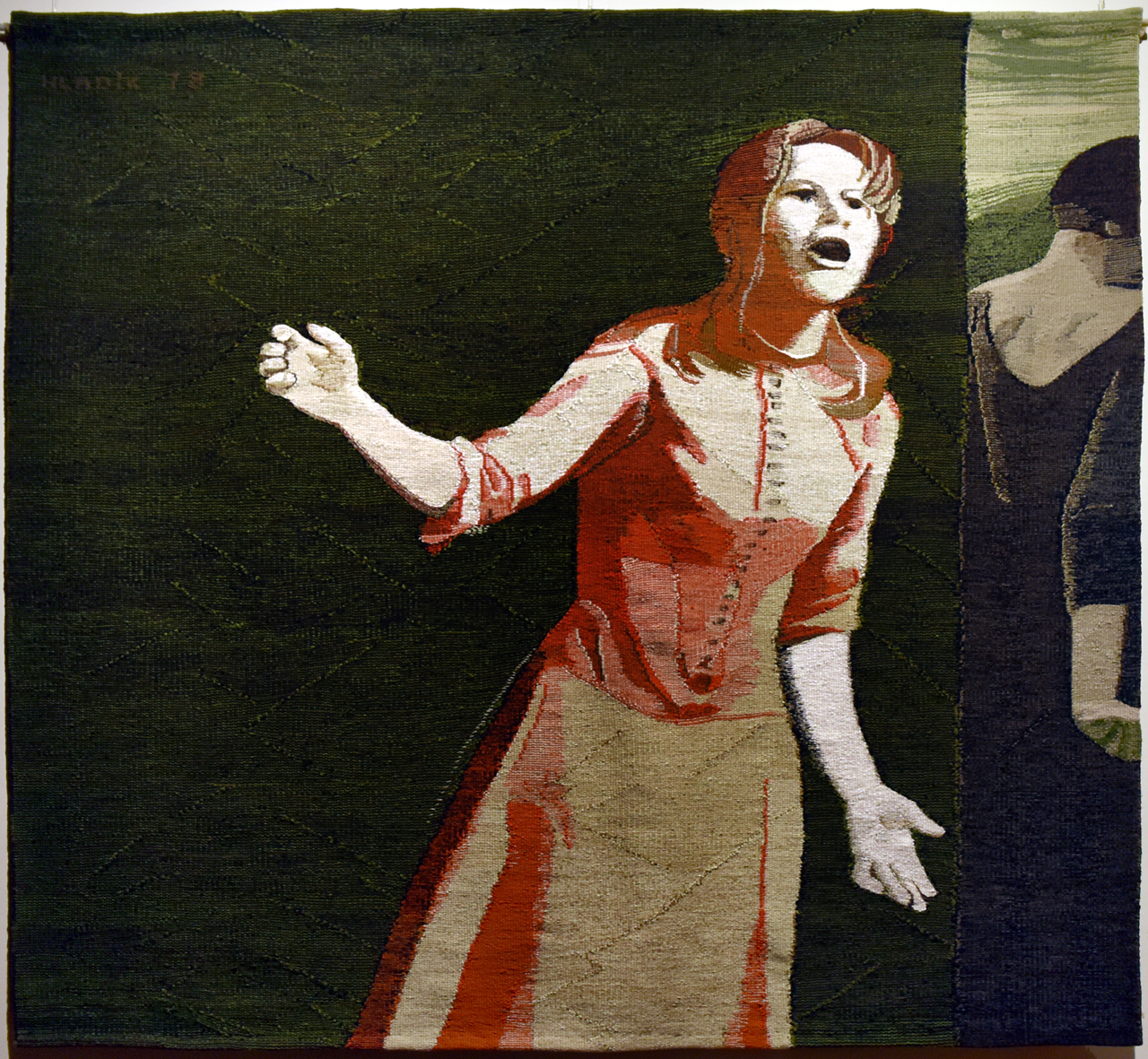
Autorská tapiserie Marie Tomášová - Hlas, 240 x 260 cm, 1978
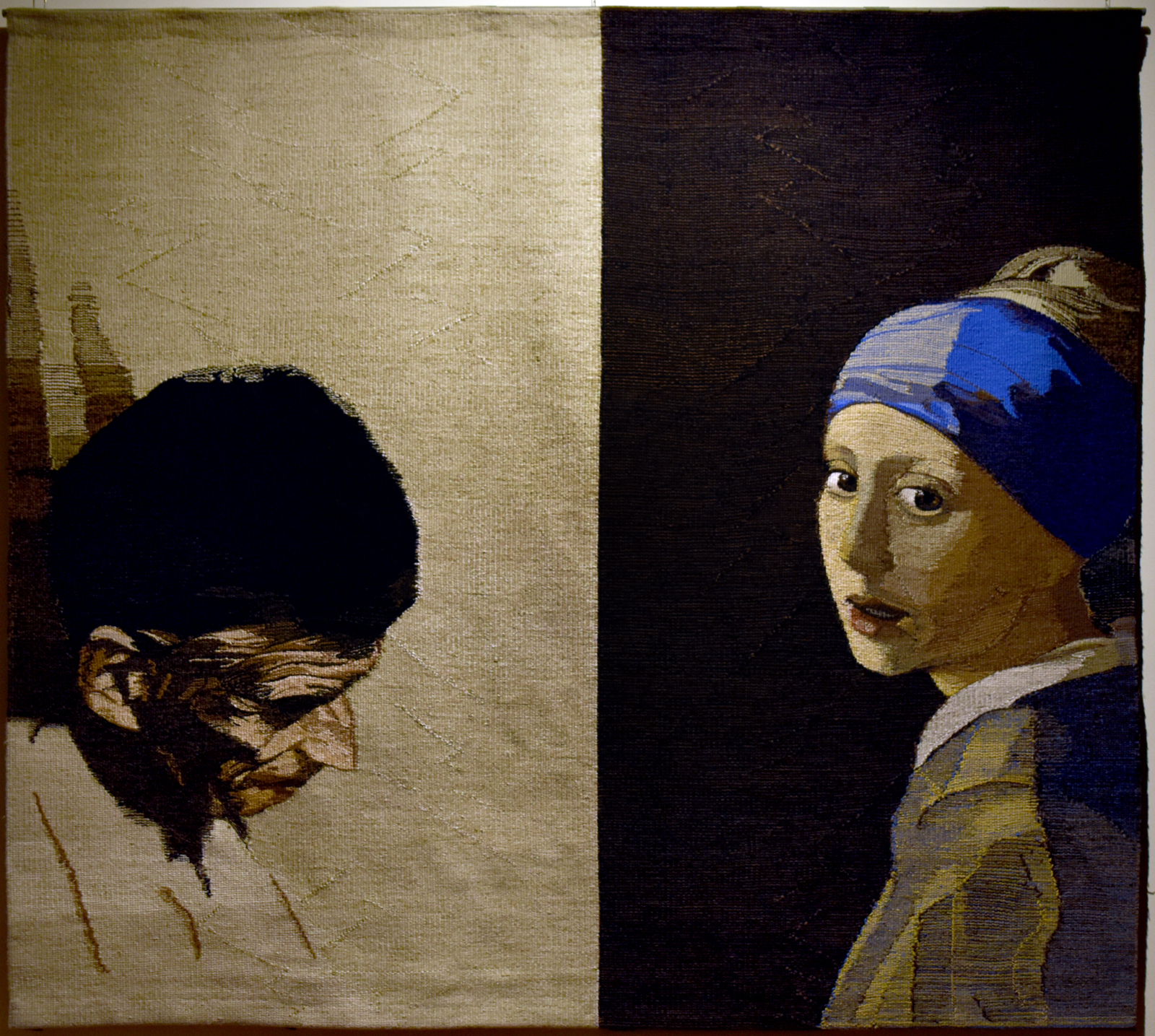
Autorská tapiserie Tváře, 230 x 255 cm, 1979
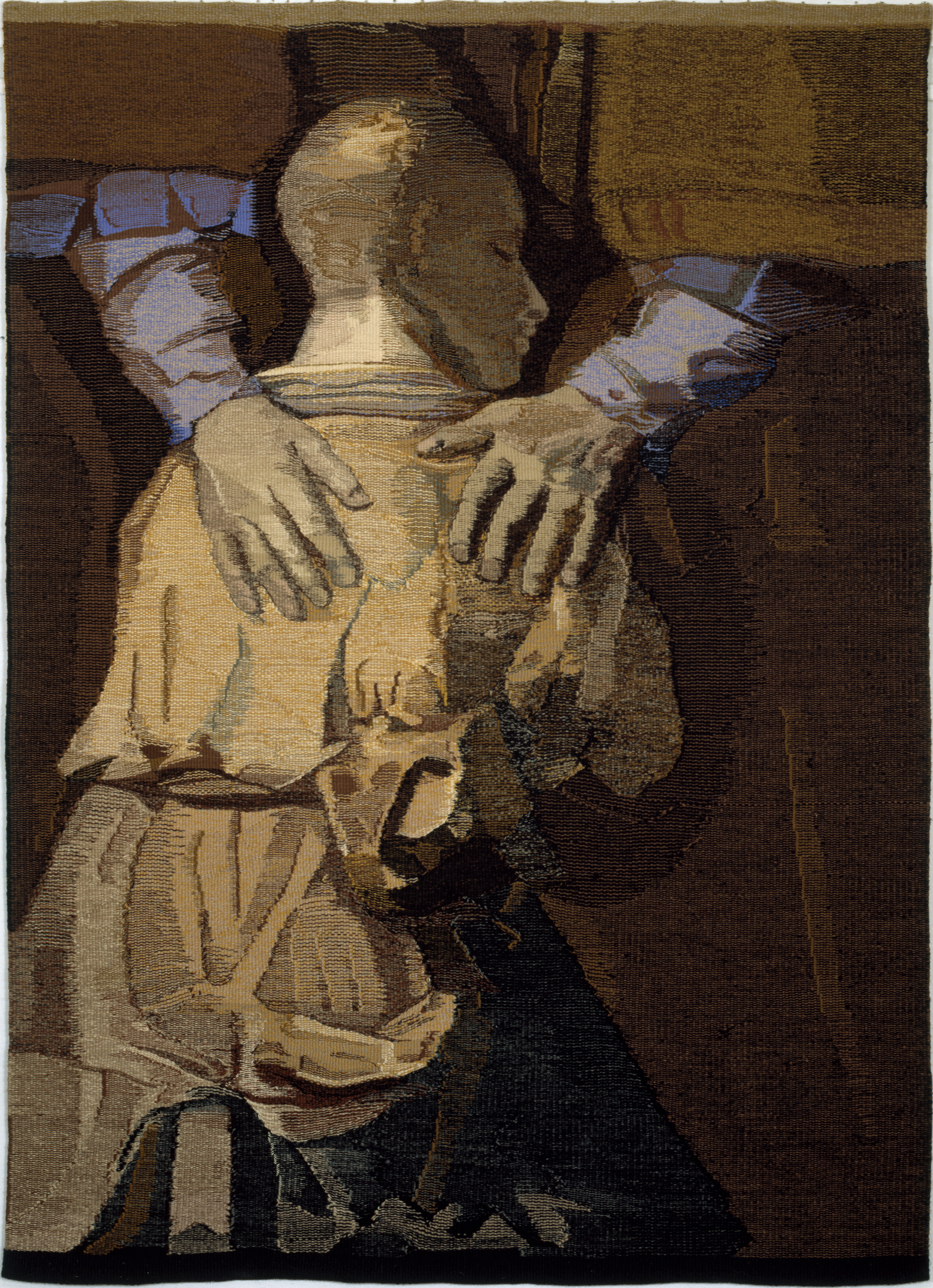
Autorská tapiserie Návrat (Rembrandt), autorská tapiserie 237 x 170 cm, 1981
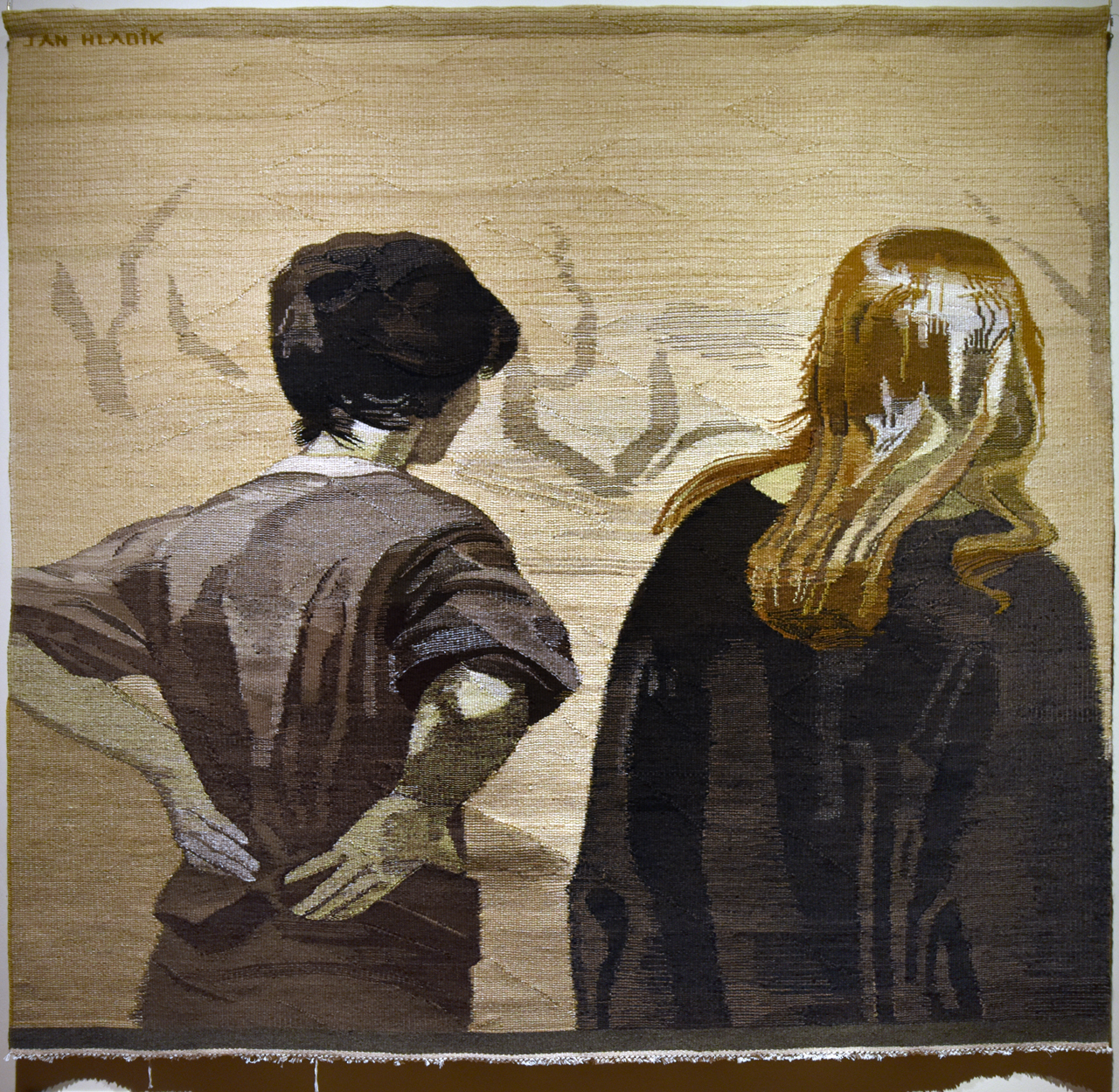
Autorská tapiserie Odvrácené tváře, 240 x 247 cm, 1989
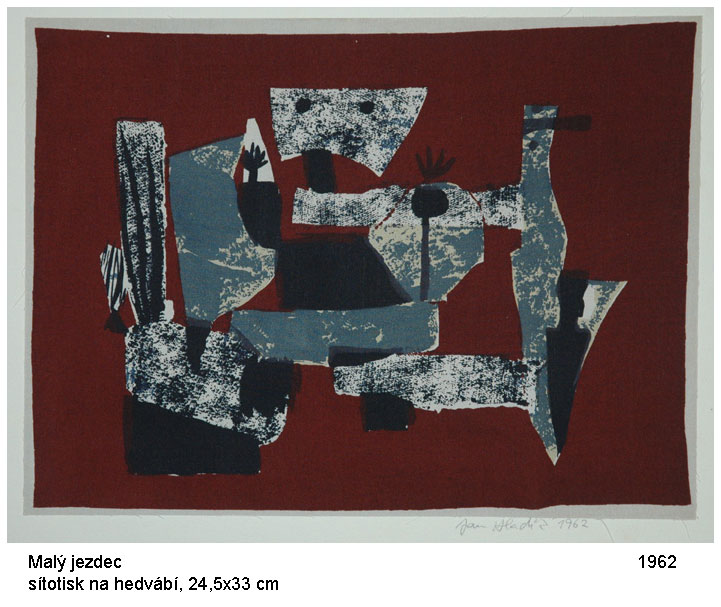
Malý jezdec, sítotisk na hedvábí, 1962
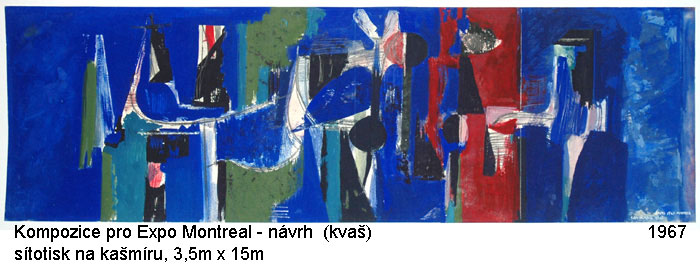
kompozice pro Expo Montreal, sítotisk na kašmíru, 3,5 x 15 m, 1967

### Výstavy

#### Autorské
- 1963 grafika, gobelíny, obrazy Galerie Fronta, Praha
- 1966 grafika, tapiserie, Jindřichův Hradec (zámek)
- 1970 grafika (lept, kombinovaná technika), Galerie Hollar, Praha
- 1973 Jindřichův Hradec (zámek), (spolu s Jenny Hladíkovou)
- 1990 Atrium, Praha (spolu s Jenny Hladíkovou)
- 1992 grafika, tapiserie, Staré Hrady u Libáně
- 1995 grafika, tapiserie, Císařská konírna Pražského hradu
- 1997 tapiserie a grafika, Konvent kláštera ve Žďáru nad Sázavou, (spolu s Jenny Hladíkovou, t. Kybalová L.)
- 2001 Jan Hladík a Jenny Hladíková - tapiserie a grafika, Dům umění Opava, (t. Kybalová L.)
- 2001 Jan Hladík a Jenny Hladíková - tapiserie a grafika, Galerie Klenová, (t. Fišer M.)
- 2002 retrospektiva grafické tvorby, Galerie Hollar, Praha
- 2002 Figurální tapiserie, grafika, Letohrádek Ostrov nad Ohří, (t. Vachudová B.)
- 2002 grafika a jedna tapiserie, Galerie Magna, Ostrava, (t. Šmolka J.)
- 2004 grafika, monotypy, kresby a 3 tapiserie ze 60. let, Kulturní dům L. Janáčka, Havířov, (t. Hartmann A.)
- 2005 grafika, tapiserie , malá dvorana Veletržního paláce, Národní galerie Praha, (spolu s Jenny Hladíkovou)
- 2007 obrazy, Galerie Magna, Ostrava, (t. Šmolka J.)
- 2009 Proměny a návraty, grafické dílo 1946–2008, Galerie Hollar, Praha

#### Společné
- 1965–1979 2.,3.,4.,8.,9. Biennale Internationale de la Tapiserie, Lausanne
- 1966 Československá tapiserie 1956-1966, Jízdárna Pražského hradu
- 1967 50 let SČUG Hollar, Národní galerie v Praze
- 1968 grafika, autorsky tkaná tapiserie, Heilbronn, Kunstverein
- 1968 Mezinárodní výstava soudobé tapiserie, Dům Kazatelů, Praha
- 1969 Tapiserie 15-20. století, Grenoble
- 1969 Incisori Cecoslovacci, Galleria I Portici, Cremona, Bologna
- 1969-1970 Experiment v textilním umění, Madrid, Barcelona
- 1970 Künstlergruppe Hollar, Galerie Metternich, Koblenz
- 1970-1971 Soudobá československá tapiserie, Amiens, Rems, Macon, Angera, Mulhouse
- 1971 Velká výstava SČUG Hollar, Mánes, Praha
- 1971-1972 Československá tapiserie 1966-1972, Královský letohrádek Pražského hradu
- 1972 Soudobá Československá tapiserie, Paříž
- 1975 Tapiserie v architektuře, Dům umění města Brna
- 1976 International tapestry exhibition, Baruch gallery, Chicago
- 1978 Trienále světové tapiserie, Lodž
- 1981-1982 Textilkunst, Linz, Wien
- 1982  Československá tapiserie 20. století, Emauzy, Praha
- 1985 100 let Uměleckoprůmyslového musea
- 1992 Dialogues avec Lurcat, Normandie
- 1993 Mezinárodní trienále tapiserie a textilního umění, Tournai
- 1995 Členská výstava SČUG Hollar, Mánes, Praha
- 1995 Česká grafika, Galerie města Bratislavy, Bratislava
- 2000 Alfa 2000 Omega, Národní dům na Smíchově, Praha
- 2000 Art Textile Contemporain - Collection de l'Association Pierre Pauli, Lausanne
- 2001 International Millenial Contemporary Exhibition, Szépmüvészeti museum, Budapest
- 2002 Omago alla collezione P. et M. Magnenat,Como
- 2002 Půl století proměn české moderní grafiky, Mánes, Praha
- 2003-4 Umělecká beseda 1863 - 2004,GHMP, Praha
- 2007 Pocta Václavu Hollarovi, Clam-Gallasův palác (Praha)

### Vyznamenání a ceny
- 1966 Cena SČVU za užité umění
- 1967 Čestné uznání za účast na EXPO 67, Montreal
- 2007 Cena nadace Hollar

### Zastoupení ve sbírkách (tapiserie)
- Uměleckoprůmyslové museum v Praze
- Moravská galerie v Brně
- Severočeské muzeum v Liberci
- Slovenská národní galerie v Bratislavě
- Jacques Baruch Gallery, Chicago
- Association Pierre Pauli, Lausanne
- Gallery Kawashima, Tokio
- Musei Vaticani
- Centralne muzeum wlókennictwa, Lodž

### Autorské katalogy
- Jan Hladík, Grafika, Tomeš J.M., 1970, Galerie Hollar, Praha
- Jan Hladík, Figurální tapiserie, Tučná D, 1978, Uměleckoprůmyslové muzeum Praha
- Jan Hladík, Tapiserie / grafika, Topol J, Hartmann A, 1995, Císařská konírna, Pražský hrad
- Jan Hladík, Tapiserie, grafika, Hartmann A, 2001, Dům umění v Opavě
- Jan Hladík, Retrospektiva grafické tvorby, 2002, Galerie Hollar, Praha
- Jan Hladík, Grafika, kresby a 3 tapiserie (1961–1990), 2004, VS Viléma Wünscheho, Havířov
- Jan Hladík, Fišer M, Hladík J, 2007, Galerie Magna, Ostrava
- Jan Hladík: Proměny a návraty, Grafické dílo 1946 - 2008, Janáková Knoblochová J, 2009, Galerie Hollar